# Сереседа-де-ла-Сьєрра
Сереседа-де-ла-Сьєрра (ісп. Cereceda de la Sierra) — муніципалітет в Іспанії, у складі автономної спільноти Кастилія-і-Леон, у провінції Саламанка. Населення — 66 осіб (2023).
Муніципалітет розташований на відстані близько 200 км на захід від Мадрида, 55 км на південний захід від Саламанки.

## Демографія
Динаміка населення (INE ):

## Галерея зображень

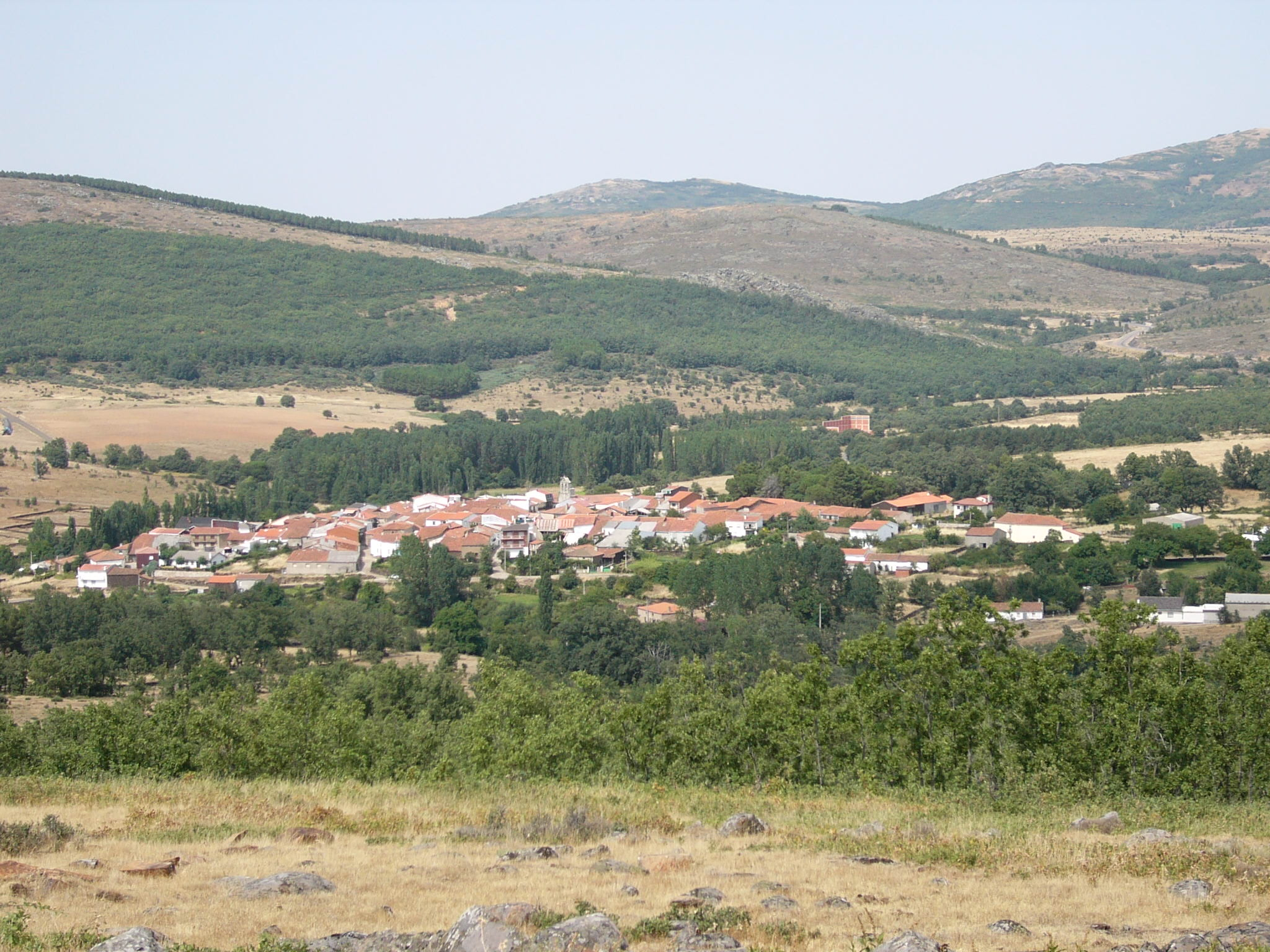
Сереседа
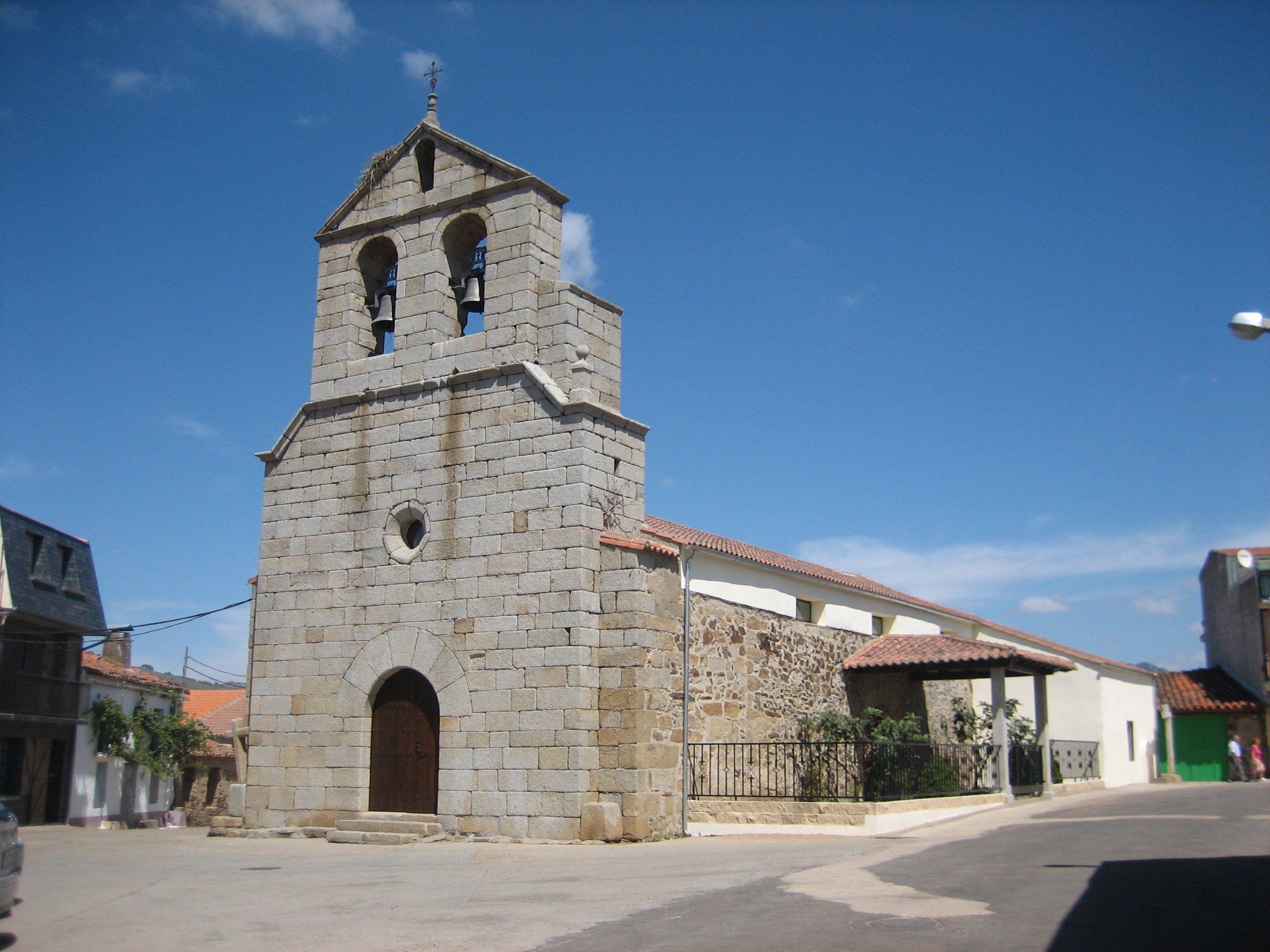
Церква Нуестра-Сеньйора-дель-Росаріо
- Муніципальна рада Сереседи

## Зовнішні посилання
- Провінційна рада Саламанки: індекс муніципалітетів
- Посилання на Google Maps